# Ernad Kupinic
Ernad Kupinic (* 15. Juli 2006) ist ein österreichischer Fußballspieler.

## Karriere
Kupinic begann seine Karriere bei der ISS Admira. Zur Saison 2016/17 schloss er sich dem Floridsdorfer AC an. Im Februar 2021 wechselte er in die Akademie des FK Austria Wien. Nach eineinhalb Jahren kehrte er zur Saison 2022/23 dann aber wieder in die Jugend Floridsdorfs zurück. Im März 2023 debütierte er für die Amateure der Wiener in der fünfthöchsten Spielklasse. Bis zum Ende der Spielzeit kam er zu acht Einsätzen in der 2. Landesliga.
Zur Saison 2023/24 rückte Kupinic in den Profikader des FAC. Sein Debüt in der 2. Liga gab er im März 2024, als er am 19. Spieltag jener Saison gegen den SV Lafnitz in der 85. Minute für Felix Seiwald eingewechselt wurde.